# 美杉町奥津
美杉町奥津（みすぎちょうおきつ）は、三重県津市の大字。JR名松線の終着駅・伊勢奥津駅が置かれている地区であり、美杉町八知とともに美杉地域の中核を成す。

## 地理
津市の南西部、美杉地域の中央部に位置する。雲出川本流とその支流の伊勢地川の合流点付近の山間部にある。雲出川に沿ってJR名松線が通り、地域の南部に同線の終点・伊勢奥津駅が置かれている。駅前は商店街で、商店や公共施設などが建ち並ぶ。商店街の周囲は山林で、山腹には耕地がある。
- 川 - 雲出川（北流）、伊勢地川（東流）[6]

北は美杉町八知、東は美杉町下多気・美杉町上多気、南は美杉町川上、西は美杉町石名原と接する。

### 気候
奥津の年平均気温は14.0 ℃で津市街の15.4 ℃と比べると低く、伊賀地方と並び三重県内では最も気温が低い地域である。特に冬季は津市街より平均で2 ℃ほど低くなる。一方、降水量は年間2077 mmで津市街の1722 mmよりも多く、夏季に津市街との差が顕著となる。山間部に位置するため、夏季は雷雨に見舞われることが多く、冬季は時雨や降雪がある。1968年（昭和43年）2月16日には積雪深51 cmを記録している。以上の値は、旧・奥津小学校（標高254 m）における1901年（明治34年）から1970年（昭和45年）までの平均値である。

### 奥津八景
『美杉村史』によると、次の8つが奥津八景である。
1. 剣ヶ峯の暮雪
2. 鏡山の秋月
3. 宮城の夕照
4. 念仏寺の晩鐘
5. 羽根田の晴嵐
6. 鷲田の落雁
7. 見越の夜雨
8. 月ヶ瀬の帰舟

## 歴史

### 名松線開通以前
奥津村は延元3年（1338年）に北畠顕能が伊勢国の国司に任じられて以降、北畠家の所領であった。室町時代の『満済准后日記』によると、正長元年7月19日（ユリウス暦：1428年8月29日）に小倉宮聖承が伊勢国司の北畠満雅を頼り、奥津に居を構えたという。同日記では「多気ノ奥、興津ト申所」と記されている。また奥津に現存する念仏寺の境内に建つ大永2年（1522年）の銘がある宝篋印塔には「奥津郷」の文字が見られる。天正4年（1576年）に北畠家が事実上滅亡すると、織田信長・豊臣秀吉の統治下に置かれた。奥津には伊勢や紀伊からの海産物が運ばれ、市場が盛んに開かれたという。
近世には伊勢国一志郡に属し、奥津村と称した。奥津村は江戸時代当初、津藩の配下にあったが、元和5年（1619年）以降は紀州藩松坂城代へと代わった。村内の集落に市場・大久保・上藤箱・大工・谷口があり、波籠（はこ）を枝郷としていた。村高は時代や資料によって値が大きく異なり、文禄3年（1594年）の高帳と『元禄郷帳』では484石余、承応4年（1655年）の検地帳では608石余、『天保郷帳』と『旧高旧領取調帳』では756石余となっている。また『南紀徳川史』では村高754石余のうち新田の石高は145石余と記している。当時の奥津村は伊勢本街道沿いの宿場町として栄え、薪や葉タバコを生産していた。宿屋としては山中屋・兜屋・尾張屋が古く、魚伊・古里家・河内屋・中北家・旭屋が後世にでき、昭和中期頃まで残っていた。

明治2年（1869年）の『大指出帳』によれば一志郡御蔵金納所が奥津村にあった。明治4年（1871年）の廃藩置県では度会県に属し、大区小区制下では第5大区小9ノ区に割り当てられた。1875年（明治8年）には奥津学校が開校した。1889年（明治22年）になると奥津村と川上村が合併して八幡村となり、奥津に役場が置かれた。1895年（明治28年）4月1日には八幡村役場に久居警察署奥津分署が開設され、1926年（大正15年）6月25日に奥津警察署に昇格した。奥津警察署の管内は後の美杉村の領域と一致していた。1902年（明治35年）3月、奥津郵便局が開局した。1907年（明治40年）には山内栄五郎が奥津の自邸で普通銀行・山内銀行を開行し、山林に投資するなど地域に貢献したが、昭和金融恐慌の影響で破綻した。山内銀行の資本金は20万円ほどだったと推定され、伊勢新聞に出稿した広告によれば八知に出張所を有した。四日市銀行（現・三十三銀行）との合併も取り沙汰されたが、実現することなく姿を消した。1930年（昭和5年）、奥津に電話が開通した。

### 名松線開通以降
1935年（昭和10年）12月5日、名松線の家城 - 伊勢奥津間が開通して伊勢奥津駅が開設された。伊勢奥津駅発の始発は5時58分で、提灯で飾られた駅舎を雨上がりの中、汽車は出発した。第二次世界大戦後の1949年（昭和24年）には奥津から名張へ向かう三重交通の路線バスが設定された。この頃の奥津は洋食屋、呉服屋、「百貨店」と呼ばれたよろずやなどが軒を連ね、伊勢奥津駅は木材の積み出しで大いに賑っていた。木材の積み出しは1965年（昭和40年）の蒸気機関車乗り入れの廃止とともに貨物の取り扱いもなくなったため、姿を消した。
かつては宿場町として栄えた奥津も過疎化が進行し、伊勢奥津駅の乗降客数も減少していった。そこで1990年代後半より、地元の婦人会が地域振興を企図して紺色ののれんを家の軒先に掲げるという活動を開始した。2006年（平成18年）に市町村合併で津市の一部になって以降は、行政に「住民の声」が届きにくくなったと感じる住民が増え、住民の自主的な活動が始まり、2009年（平成21年）3月に古民家を改装して「かわせみ庵」が開業した。
こうした状況で2009年（平成21年）10月に台風18号が襲来、名松線は土砂崩れや路盤流失などの大きな被害を受け、特に家城 - 伊勢奥津間に被害が集中した。そこで東海旅客鉄道（JR東海）は家城 - 伊勢奥津間を復旧せずバス転換することを提案したが、住民らは鉄道として存続することを求める署名を116,000人分集め、2011年（平成23年）5月にJR東海は三重県および津市と協定を結び、鉄道の復旧が行われる見通しとなった。鉄道休止中は立ち入り禁止の規制線が線路に引かれ、雑草が繁茂する状態となっていた。2013年（平成25年）5月30日にJR東海は復旧工事に着手し、同年9月22日には「名松線を元気にする会」が名松線を知ってもらうことを目的に伊勢奥津駅周辺でコスプレイベントを開催した。同会はマスコットキャラクターとして萌えキャラの「奥津ハルカ」を採用している。

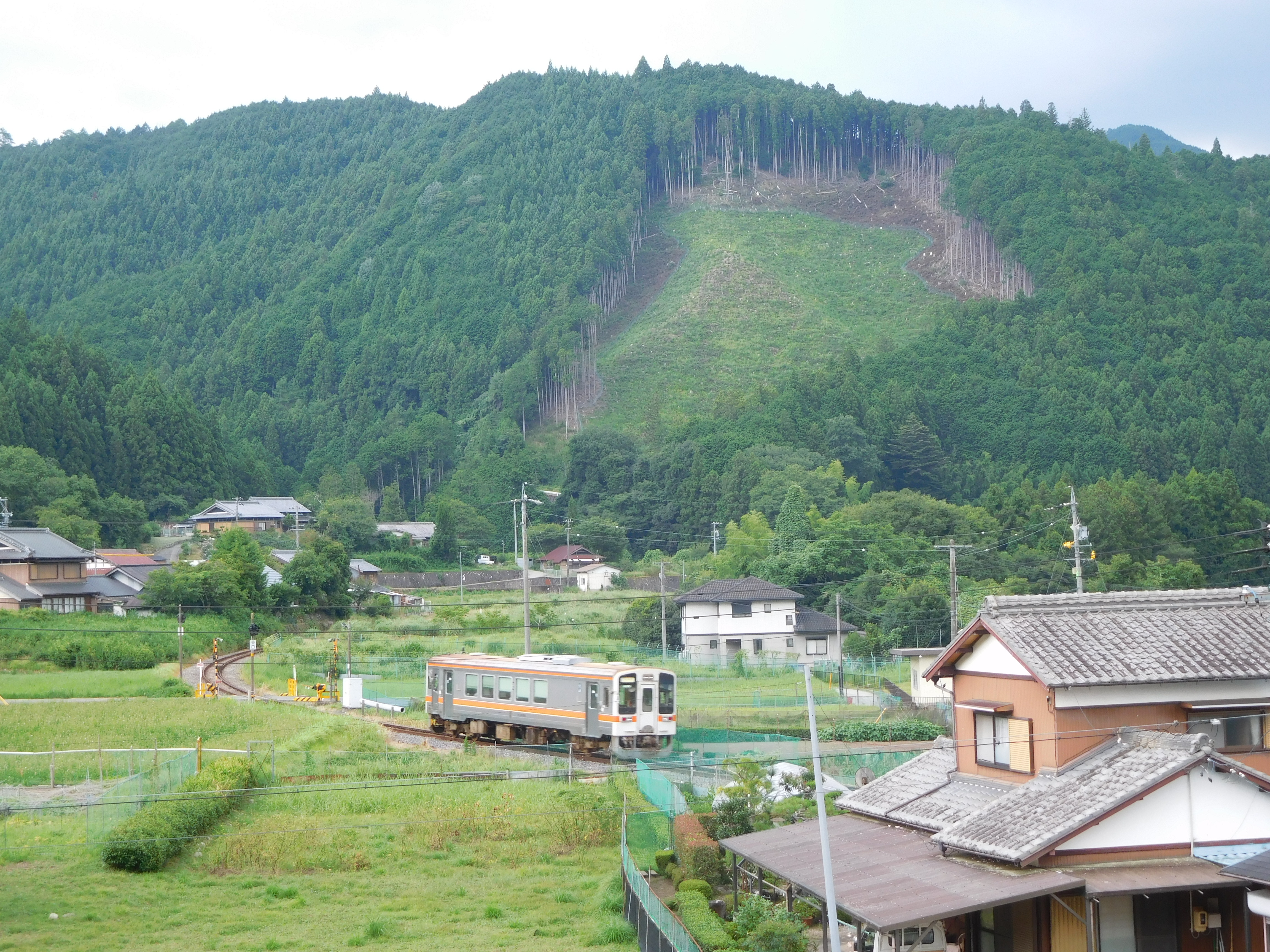
復旧した名松線を伊勢奥津駅へ向かうキハ11形気動車

名松線の復旧工事は2016年（平成28年）2月5日に完了し、訓練運転を経て、3月26日に家城 - 伊勢奥津間が復活した。当日の午前9時には出発式が開かれ、式典では三重県知事の鈴木英敬が同日開業の北海道新幹線を引き合いに「名松線の方が地域に愛されている」と挨拶した。1番列車には約250人が乗車し、伊勢奥津駅には3,000人から5,000人もの人が詰めかけた。2017年（平成29年）3月26日、復旧から1年を迎えたことを記念するイベントが伊勢奥津駅前で開かれ、約1,000人が訪れた。同年4月3日、津市家庭医療クリニックが美杉高齢者生活福祉センター内に設置され診療を開始した。高齢者生活福祉センターの中にあるが、全年齢を対象として内科、外科、小児科、心療内科の診療に当たっている。

### 沿革
- 1889年（明治22年）4月1日 - 町村制施行により、一志郡八幡村大字奥津となる。
- 1955年（昭和30年）3月15日 - 昭和の大合併により、一志郡美杉村奥津となる。
- 2006年（平成18年）1月1日 - 平成の大合併により、津市美杉町奥津となる。

### 地名の由来
文字通り、上流部（奥）の船着き場・渡船場（津）であることに由来する。古い漢字表記には、於岐津、置津、興津があり、『南方巡視録』では「置宇途」とされ、『伊勢記』で現行表記と同じ「奥津」が出現する。

## 世帯数と人口
2019年（令和元年）6月30日現在の世帯数と人口は以下の通りである。
| 大字       | 世帯数  | 人口  |
| ---------- | ------- | ----- |
| 美杉町奥津 | 140世帯 | 266人 |

### 人口の変遷
1869年以降の人口の推移。なお、2010年以前は津市に合併前の推移。また、1995年以降は国勢調査による人口の推移。
| 1869年（明治2年）  | 590人 | [ 15 ] |  |
| 1880年（明治13年） | 757人 | [ 15 ] |  |
| 1889年（明治22年） | 796人 | [ 15 ] |  |
| 1980年（昭和55年） | 726人 | [ 6 ]  |  |
| 1990年（平成2年）  | 582人 | [ 38 ] |  |
| 1995年（平成7年）  | 511人 | [ 39 ] |  |
| 2000年（平成12年） | 472人 | [ 40 ] |  |
| 2005年（平成17年） | 420人 | [ 41 ] |  |
| 2010年（平成22年） | 345人 | [ 42 ] |  |
| 2015年（平成27年） | 281人 | [ 43 ] |  |

### 世帯数の変遷
1748年以降の世帯数の推移。なお、2010年以前は津市に合併前の推移。また、1995年以降は国勢調査による世帯数の推移。
| 1869年（明治2年）  | 138戸   | [ 15 ] |  |
| 1880年（明治13年） | 147戸   | [ 15 ] |  |
| 1889年（明治22年） | 173戸   | [ 15 ] |  |
| 1980年（昭和55年） | 212世帯 | [ 6 ]  |  |
| 1990年（平成2年）  | 190世帯 | [ 38 ] |  |
| 1995年（平成7年）  | 186世帯 | [ 39 ] |  |
| 2000年（平成12年） | 175世帯 | [ 40 ] |  |
| 2005年（平成17年） | 163世帯 | [ 41 ] |  |
| 2010年（平成22年） | 158世帯 | [ 42 ] |  |
| 2015年（平成27年） | 131世帯 | [ 43 ] |  |

## 学区
市立小・中学校に通う場合、学区は以下の通りとなる。
| 番・番地等 | 小学校           | 中学校           |
| ---------- | ---------------- | ---------------- |
| 全域       | 津市立美杉小学校 | 津市立美杉中学校 |

美杉小学校は美杉町奥津にある。奥津に学校が設立されたのは1875年（明治8年）1月1日のことで、念仏寺を仮校舎として54人の児童で開校した。奥津小学校は何度も名前を変えながら存続してきたが、1993年（平成5年）に川上小学校・伊勢地小学校と統合して美杉南小学校となり、同校が石名原に設置されたことで一時奥津から小学校が消滅した。その後、2000年（平成12年）に美杉南小学校が奥津1025番地に新築移転したことで奥津に小学校が復活し、美杉南小学校と美杉東小学校が統合し2009年（平成21年）に開校した美杉小学校も旧・美杉南小学校の校地を継承した。中学校は学制改革により八幡村立八幡中学校が1947年（昭和22年）に八幡村立第一小学校へ併設されて開校したが、1950年（昭和25年）に新校舎が川上に竣工し移転、以後奥津に中学校が置かれたことはない。

## 経済
2015年（平成27年）の国勢調査による15歳以上の就業者数は112人で、産業別では多い順に医療・福祉（18人・16.1%）、製造業（17人・15.2%）、建設業（14人・12.5%）、卸売業・小売業（13人・11.1%）、農業・林業（9人・8.0%）となっている。伊勢奥津駅前の商店街には、1980年代までは一般商店のほか、酒造・樹脂・繊維・製材の工場が軒を連ねていた。奥津は美杉地域の商業の中心地であり、名松線の終着駅を擁する地区として他の地区より飲食店が多いという特徴があった。2014年（平成26年）の経済センサスによると、美杉町奥津の全事業所数は27事業所、従業者数は136人である。具体的には総合工事業が5、小売業と医療・福祉が各4、洗濯・理容・美容・浴場業、地方公務が各3、保険業、複合サービス事業、宗教が各2、食品製造業と学校教育が各1事業所となっている。全27事業所のうち21事業所が従業員4人以下の小規模事業所である。
奥津の酒造会社「稲森酒造」は江戸時代末期に創業し、「稲の玉」や「出世鶴」の銘柄で日本酒を醸造、2004年（平成16年）には杜氏が現代の名工に選ばれたが、2011年（平成23年）12月19日に事業を停止し、自己破産した。
2015年（平成27年）の農林業センサスによると美杉町奥津の農林業経営体数は19経営体、農家数は41戸（うち販売農家は15戸）、耕地面積は畑が13 ha、田が6 ha、樹園地が2 haである。

## 文化
津市美杉町は三浦しをんの小説『神去なあなあ日常』の舞台である「神去村」のモデルとなっており、主人公の平野勇気が降り立つ終着駅は伊勢奥津駅がモデルになっているとされる。映画版の『WOOD JOB! 〜神去なあなあ日常〜』は美杉町でロケーション撮影が行われ、2014年（平成26年）の夏に津市の主催でロケ地巡りのバスツアーが組まれ、当時運行休止中であった伊勢奥津駅がバスの発着点となった。

### 観光

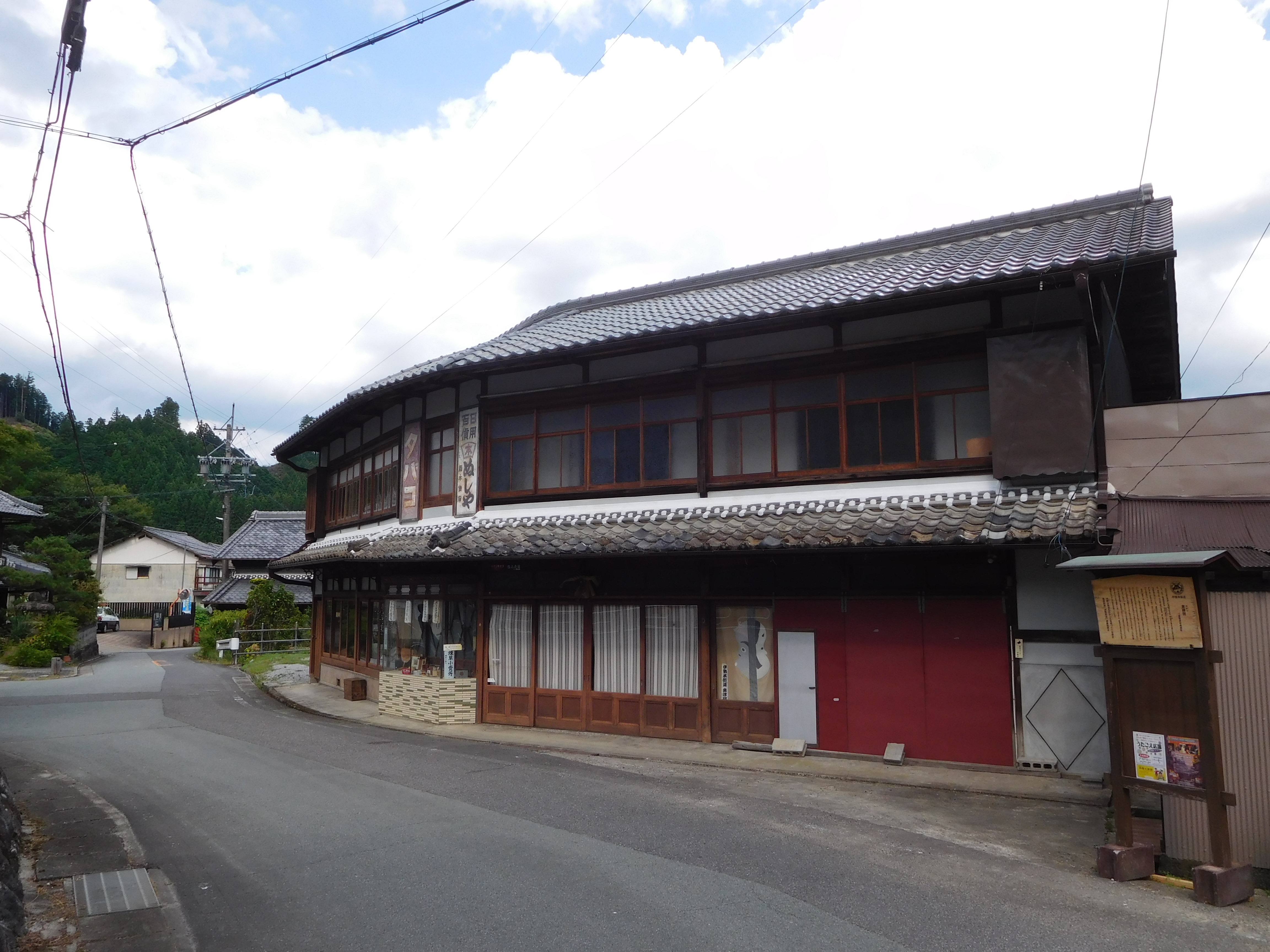
ぬしや
江戸時代の旅籠の雰囲気を持つ建物で、看板は大正時代のものである。

伊勢奥津駅で降り立つ旅人の多くは、駅前から伊勢本街道のウォーキングに出る。駅前にある特定非営利活動法人「コルチカムの里」で電動アシスト自転車の無料貸し出しを行っており、これを利用して美杉地域を巡ることもできる。
1990年代後半より奥津宿の賑いを取り戻そうと、地域住民が民家の軒先に紺色ののれんを掲げるという活動を行っている。のれんをかける家は7軒から始まり、2012年（平成24年）には約100軒まで増加した。のれんの制作は婦人会のメンバーが手掛け、デザインは家主の意向を反映しているため1軒ごとに異なる。奥津宿にある「ぬしや」という元・よろずやは「まちかど博物館」に認定されており、予約制で店内を見学することができる。ぬしやの名は、奈良県の吉野地方から奥津へ移住した人が「塗師屋」として創業したことに由来する。

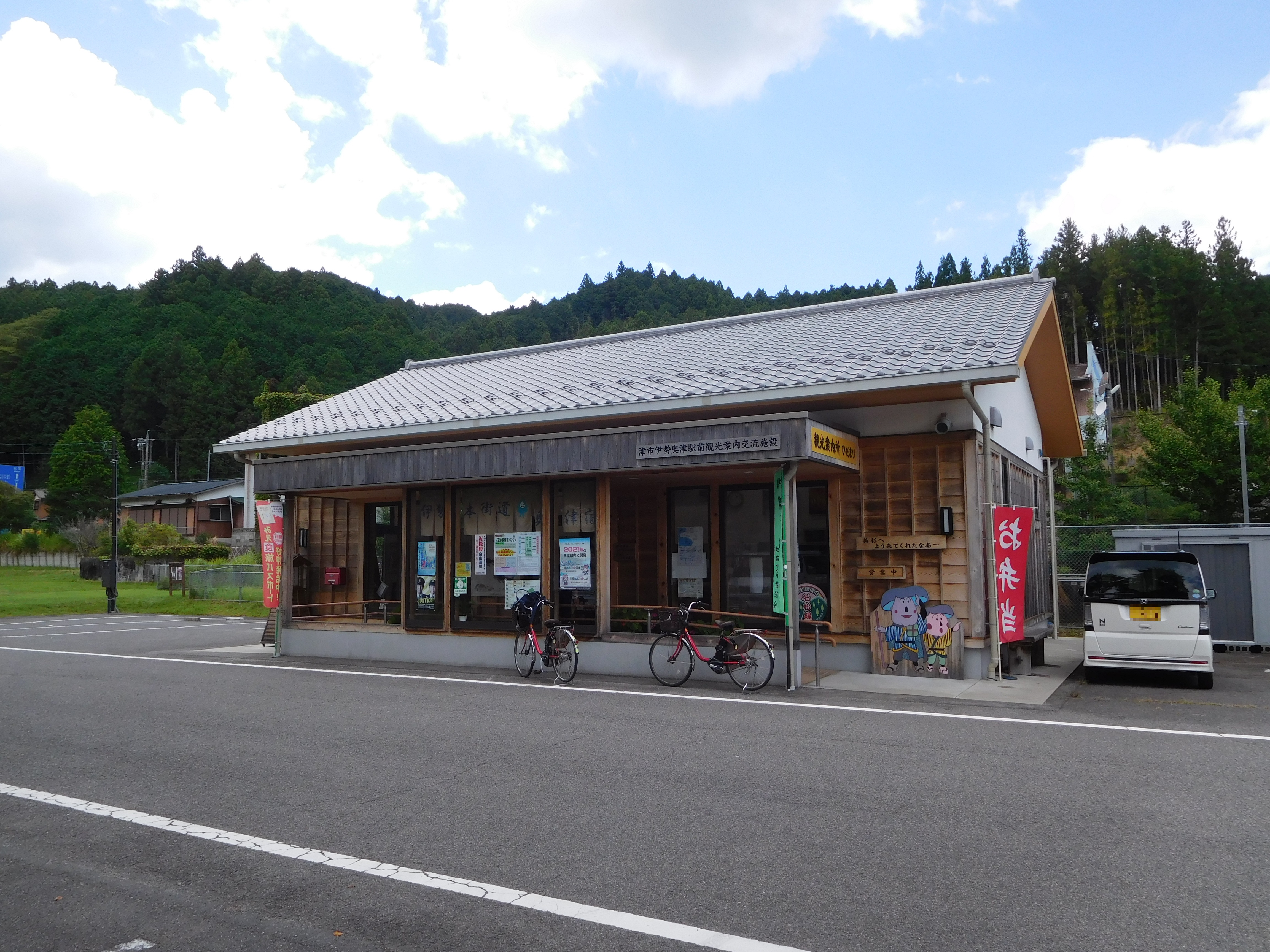
津市伊勢奥津駅前観光案内交流施設「ひだまり」

2009年（平成21年）3月には伊勢奥津駅前の古民家を活用して交流施設「かわせみ庵」が開設され、休日にアマゴの甘露煮などの特産品販売とお茶の振る舞い、予約制で美杉地域の特産物を詰めた弁当の販売を手掛ける。かわせみ庵開店から半年で名松線が運休に入り、利用者はほぼ地元住民となった。2014年（平成26年）4月1日には津市伊勢奥津駅前観光案内交流施設（ひだまり）を伊勢奥津駅の駅舎の隣に津市が開設し、観光案内と特産品の販売を行っている。さらに2016年（平成28年）6月には大阪府堺市からの移住者が古民家を活用してカフェ「葉流乃音」（はるのん）を開店した。
名松線の運行再開後は、伊勢奥津駅を美杉地域の観光の出発点とする取り組みが行われており、住民団体主催のウォーキングツアーや津市当局による無料バスの運行などが実施されたほか、伊勢奥津駅を会場とした無料のジャズライブやマコモ収穫祭なども催された。運休前は名松線の1日の利用客が90人まで落ち込んでいたが、2016年（平成28年）には190人まで回復した。

## 交通

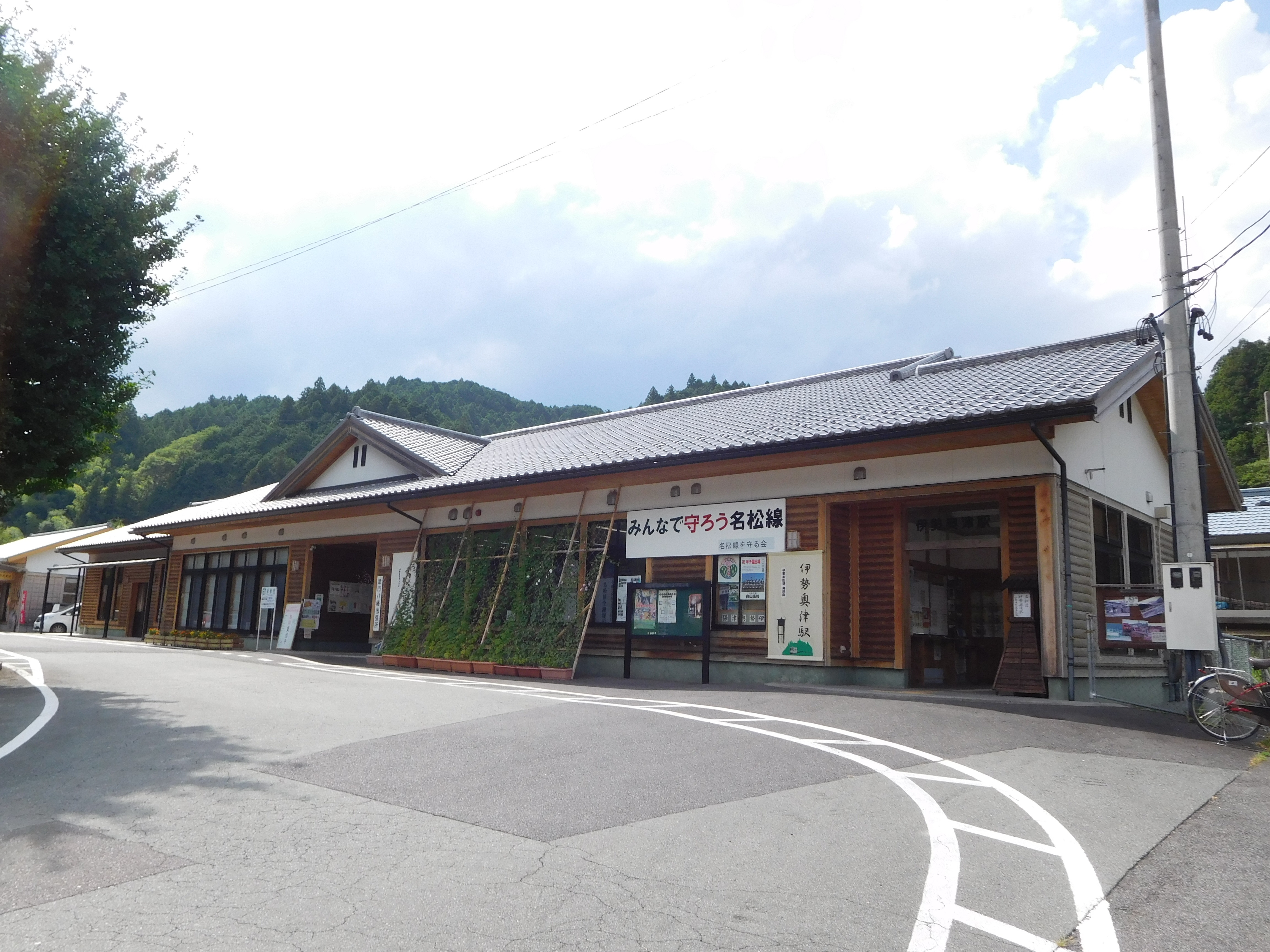
伊勢奥津駅
2005年（平成17年）に新築された。

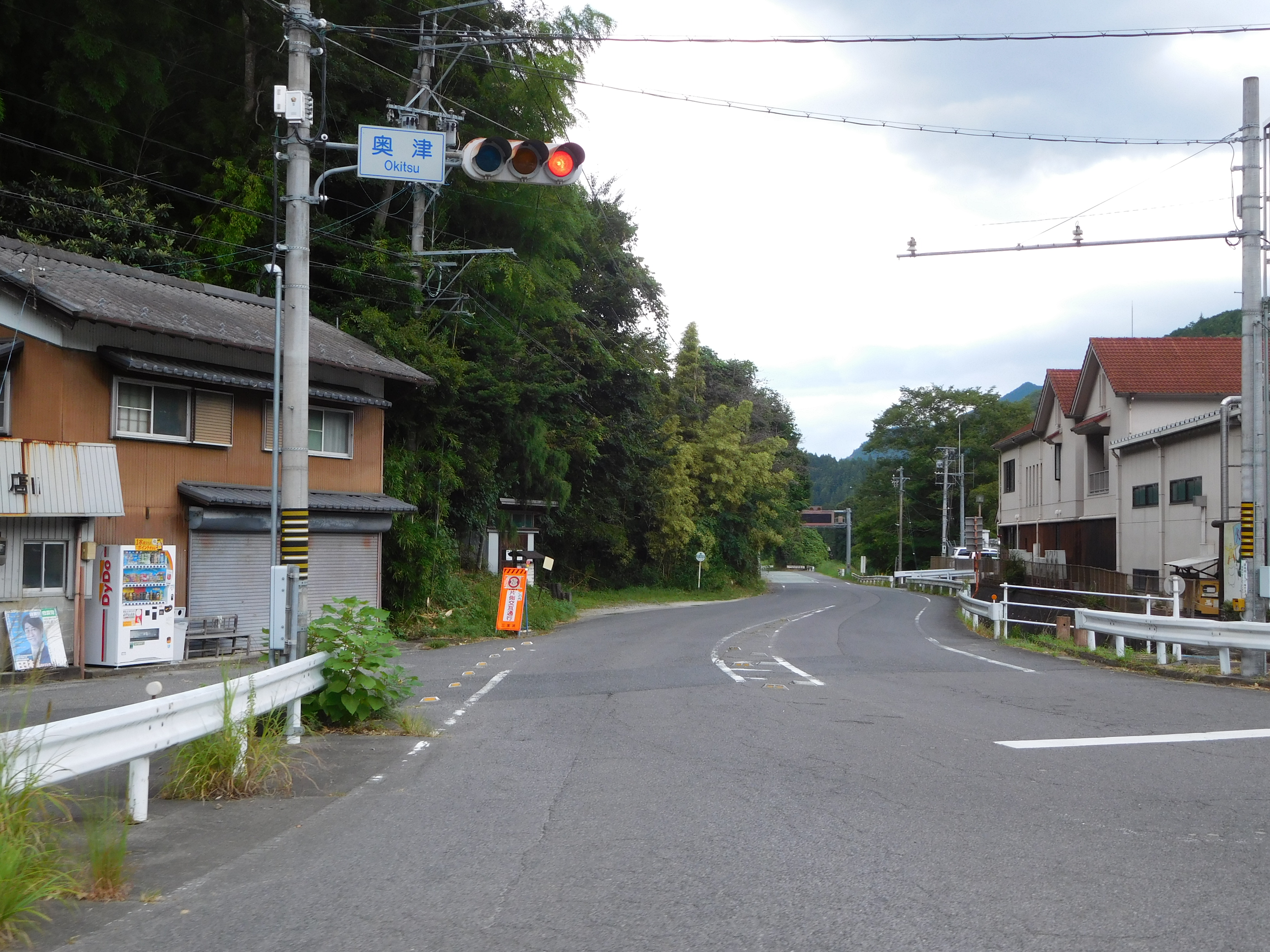
奥津交差点
国道368号と三重県道15号久居美杉線の交点である。

### 鉄道
JR名松線が雲出川に沿って敷設されており、同線の終点・伊勢奥津駅がある。2016年（平成28年）3月26日の名松線運行再開当日は3,000人 - 5,000人が訪れて混み合ったが、普段の駅前はひっそりとしている。
1日の運行本数は、伊勢奥津発の上り列車が8本（家城行き2本・松阪行き6本）、伊勢奥津着の下り列車が7本（家城始発1本・松阪始発6本）である。終電の発車時刻は18時58分である。開業当時の運行本数は8往復で、第二次世界大戦中に4往復と半減、1947年（昭和22年）1月に午前と午後の2往復まで削減されたが、戦後復興が進むにつれて3往復、4往復、6往復と増発していった。

### 路線バス
2018年（平成30年）現在、美杉町奥津には三重交通と津市コミュニティバス (美杉地域)が乗り入れており、境橋・川上口・奥津駅前/伊勢奥津駅前・津市家庭医療クリニック北・波篭・美杉小学校前の6つのバス停がある。
- 三重交通（伊賀営業所管内）
  - ■31系統 名張駅前
  - ■31系統 飯垣内
  - ■31系統 奥津駅前
- 津市コミュニティバス[81]
  - ■川上ルート 一志病院
  - ■川上ルート マックスバリュ（川口店）
  - ■川上ルート 川上
  - ■逢坂・飼坂ルート 美杉総合支所前
  - ■逢坂・飼坂ルート 飯垣内
  - ■逢坂・飼坂ルート 伊勢奥津駅前
  - ■逢坂・飼坂ルート 津市家庭医療クリニック北
  - ■逢坂・飼坂ルート 丹生俣

### 道路
伊勢奥津駅付近を国道368号が通り、この国道から分岐して北へ向かう三重県道15号久居美杉線と南へ向かう三重県道695号奥津飯高線がある。

## 施設
- 津市役所八幡出張所
  - 津市八幡地域住民センター
- 津市八幡生活改善センター
- 波籠集会所
- 上殿集会所
- 谷口集会所
- 中市場会舘

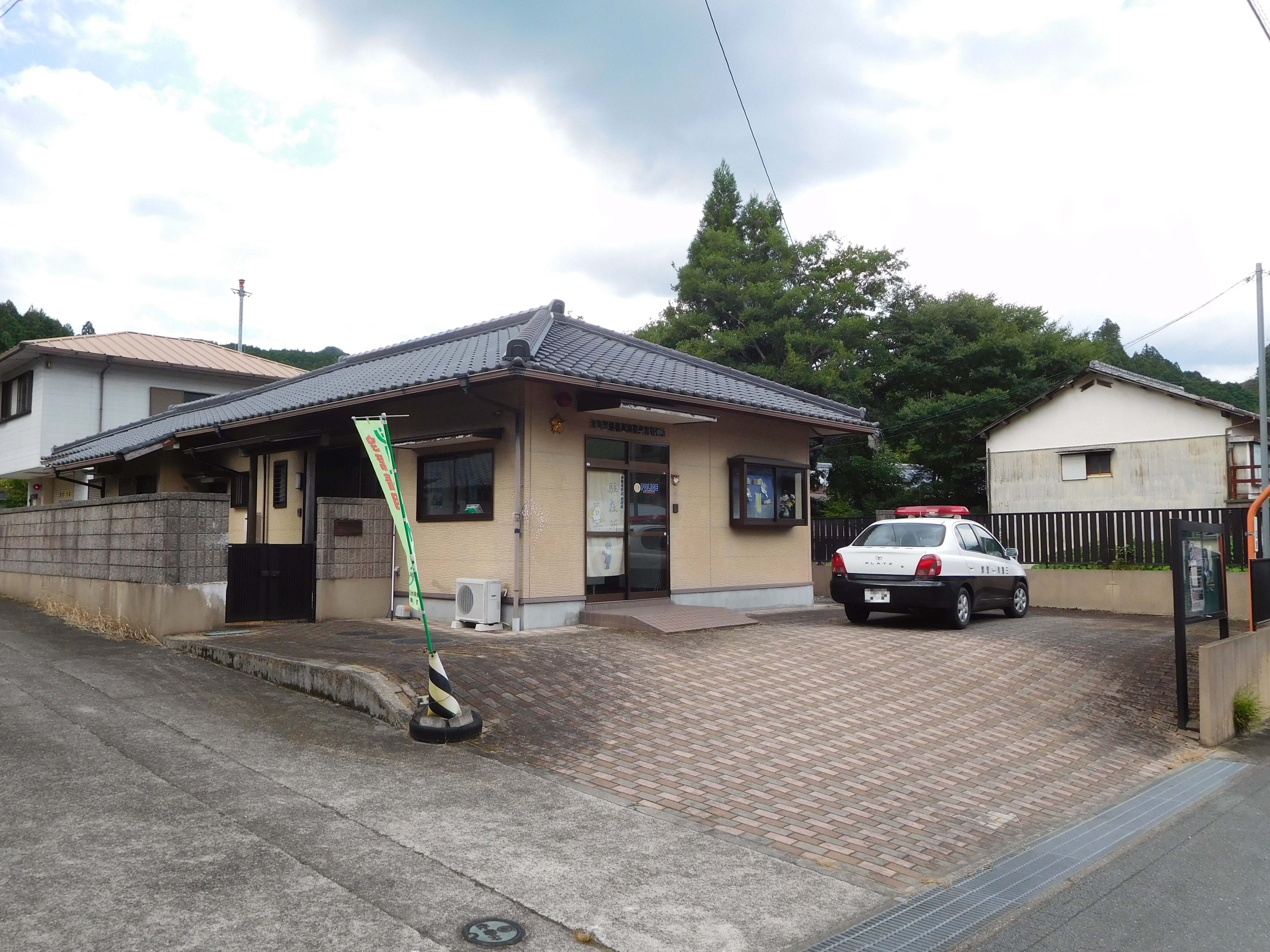
奥津警察官駐在所

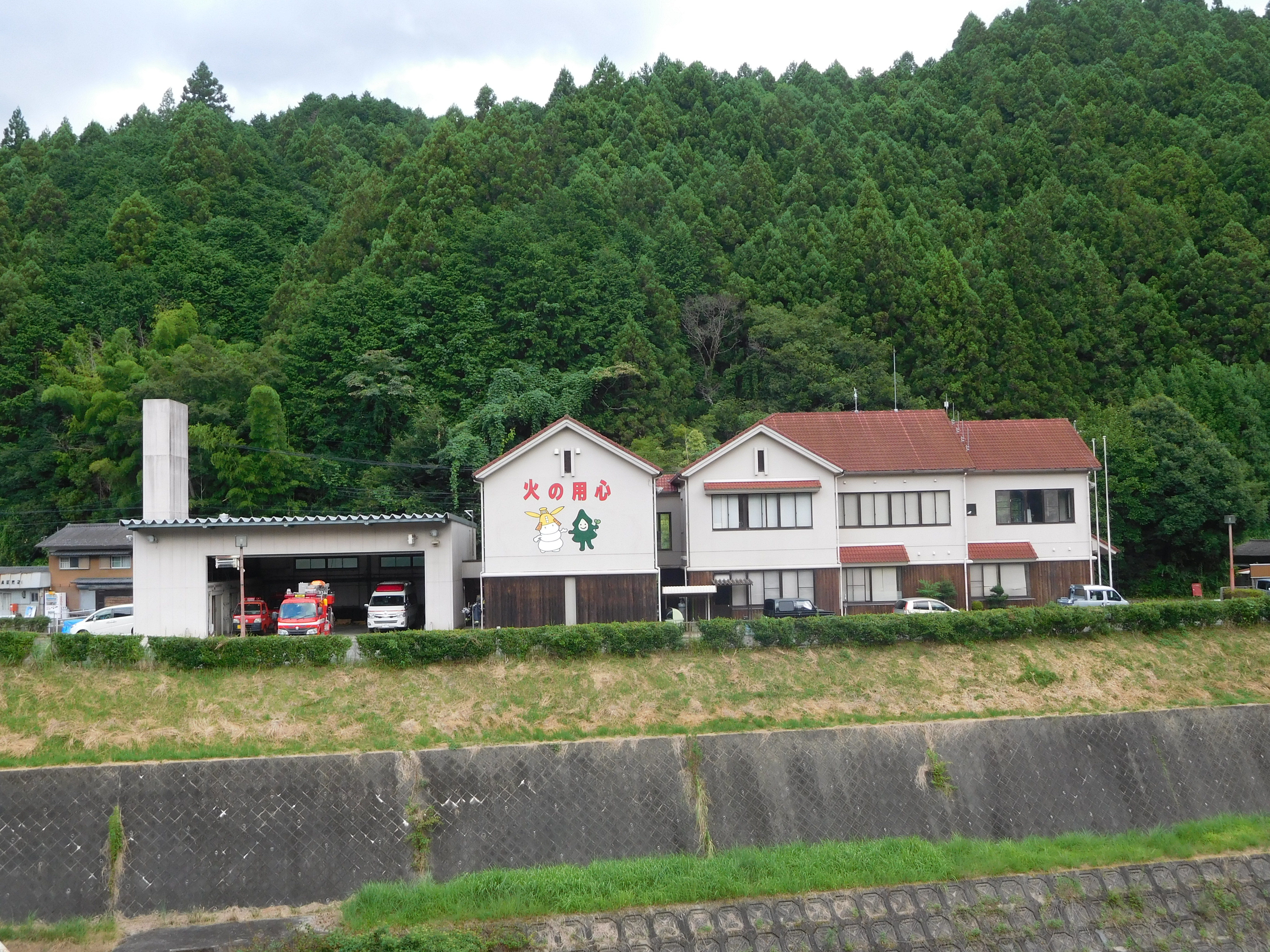
白山消防署美杉分署

- 津市伊勢奥津駅前観光案内交流施設「ひだまり」
- 津南警察署奥津警察官駐在所
- 津市消防本部白山消防署美杉分署
- 津市美杉高齢者生活福祉センター
  - 津市家庭医療クリニック
  - 津市社会福祉協議会美杉支部
- 津市立美杉小学校
- NTT奥津電話交換所
- 奥津郵便局
- みえなか農業協同組合やまびこ支店
- 奥伊勢本街道奥津宿かわせみ庵
- 葉流乃音

### 神社仏閣

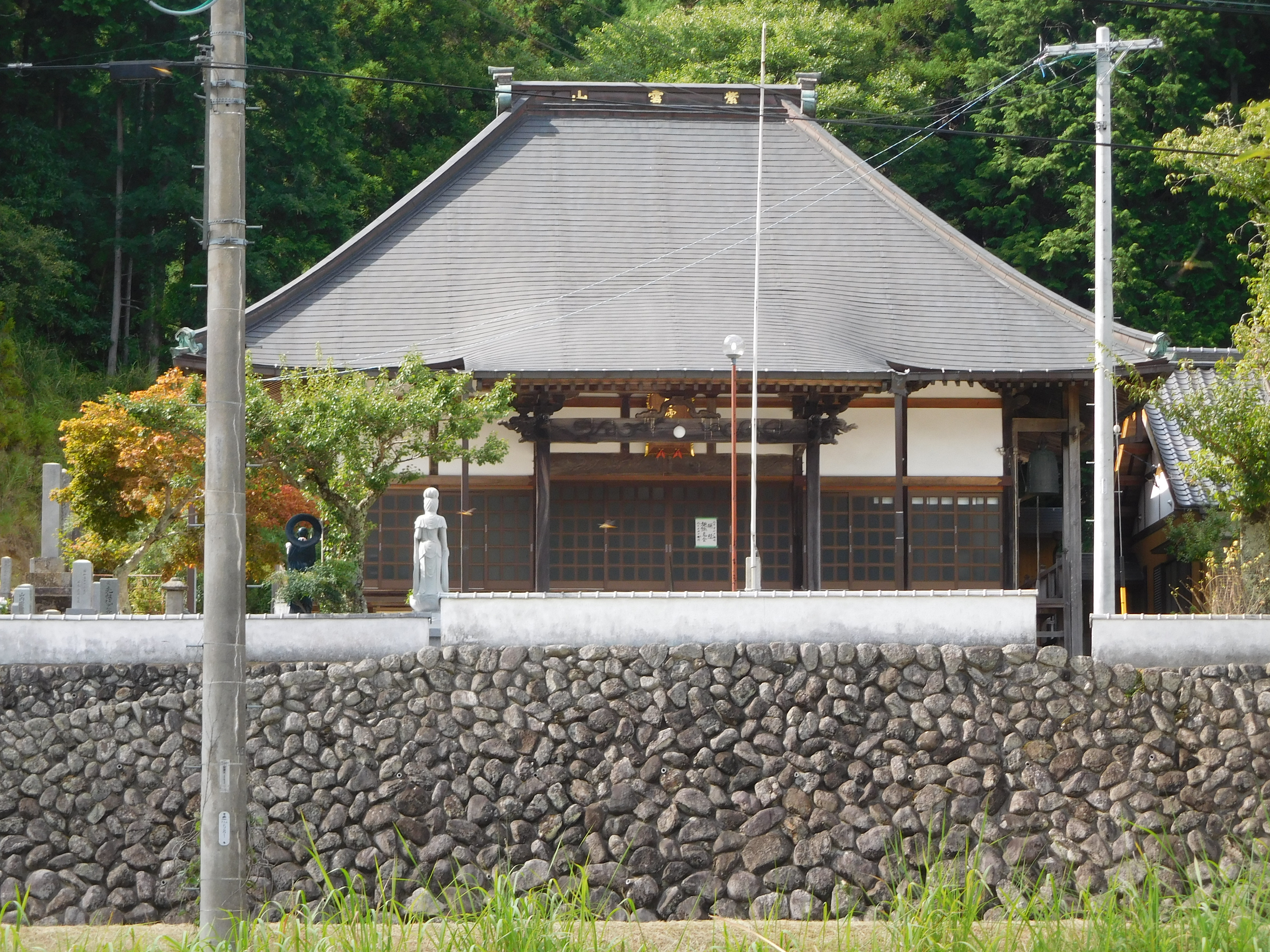
紫雲山念仏寺

八幡神社
北畠顕能が文和2年（1353年）に石清水八幡宮から分霊を奉祀して創建した神社。主祭神は誉田別尊、天児屋根命、大日霊女命で、社殿は流造の三社相殿である。南朝方の後醍醐天皇・長慶天皇の崇敬を集め、扁額は近衛信基の筆である。また奥津と石名原の産土神として信仰された。1869年（明治2年）時点では八幡宮のほかに富士権現、金毘羅大権現、稲荷、秋葉大権現、稲宮荷明神、御領宮、愛宕権現2社、若宮2社、牛頭天王3社があった。境内にはスギの巨木があり1954年（昭和29年）に三重県指定天然記念物となったが、1960年（昭和35年）の風水害で失われた。
天台真盛宗紫雲山念仏寺
松阪市射和町の蓮生寺の末寺。北畠氏はこの寺院を「比叡山」と呼び、周辺に千もの寺院を建立、真盛を招いて念仏道場とした。一度、本尊の如意輪観音座像を残してすべて焼失したが、正保2年（1645年）に真恵上人が再興した。
曹洞宗月甫山宝重寺
松阪市飯高町の地蔵寺の末寺。寛永年間（1624年 - 1645年）の創建で、本尊は釈迦如来座像。本堂は津の四天王寺の僧・石巌徽猷が寛保元年（1741年）に建立した。
曹洞宗金花山崇福寺
岡山県倉敷市の円通寺の末寺。文永8年（1271年）に真言宗高野派の寺院として創建し、開基の北畠材親以来、北畠家の祈願所となった。また上述の八幡宮（八幡神社）の別当寺であった。慶安4年（1651年）に本尊の薬師如来座像を残してすべて焼失し、宝暦2年（1752年）に曹洞宗の寺院となった。
曹洞宗円通山正念寺
和歌山県和歌山市の高松寺の末寺。慶安2年（1649年）に高松寺の月山専補大和尚が布教のために奥津村を訪れ、帰依した信徒が聖観音立像を本尊として本堂を建立した。

## その他

### 日本郵便
- 郵便番号 : 515-3531[3]（集配局：奥津郵便局[88]）。